# Chiesa di San Nicolao della Flue (Milano)

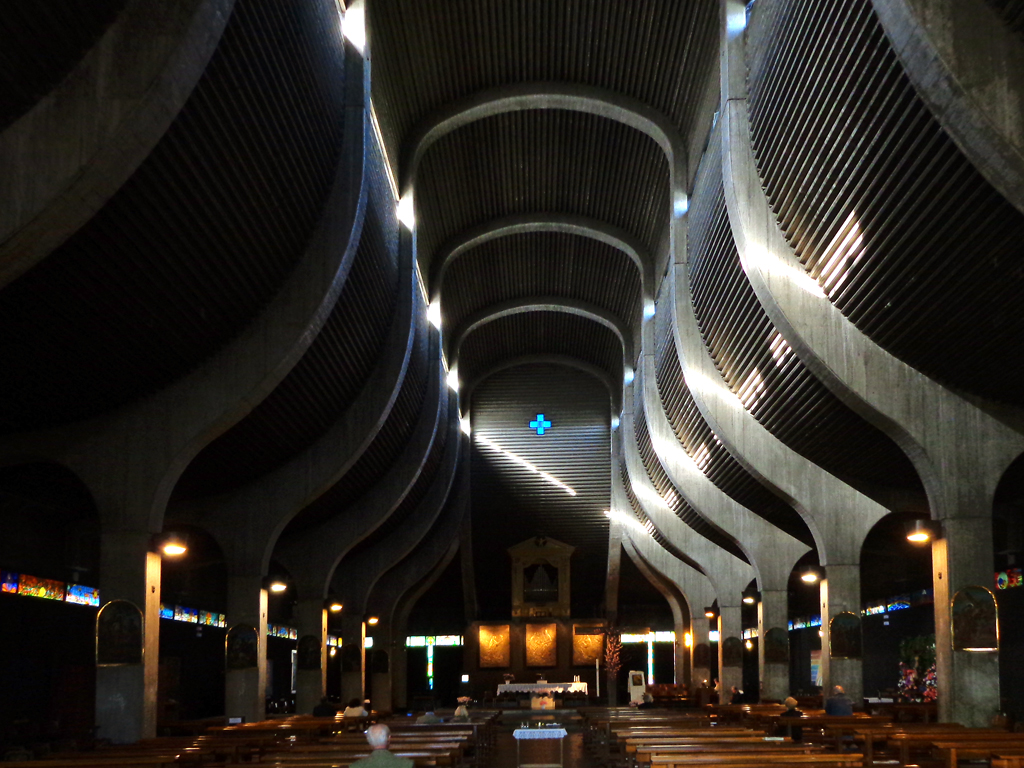
L’interno

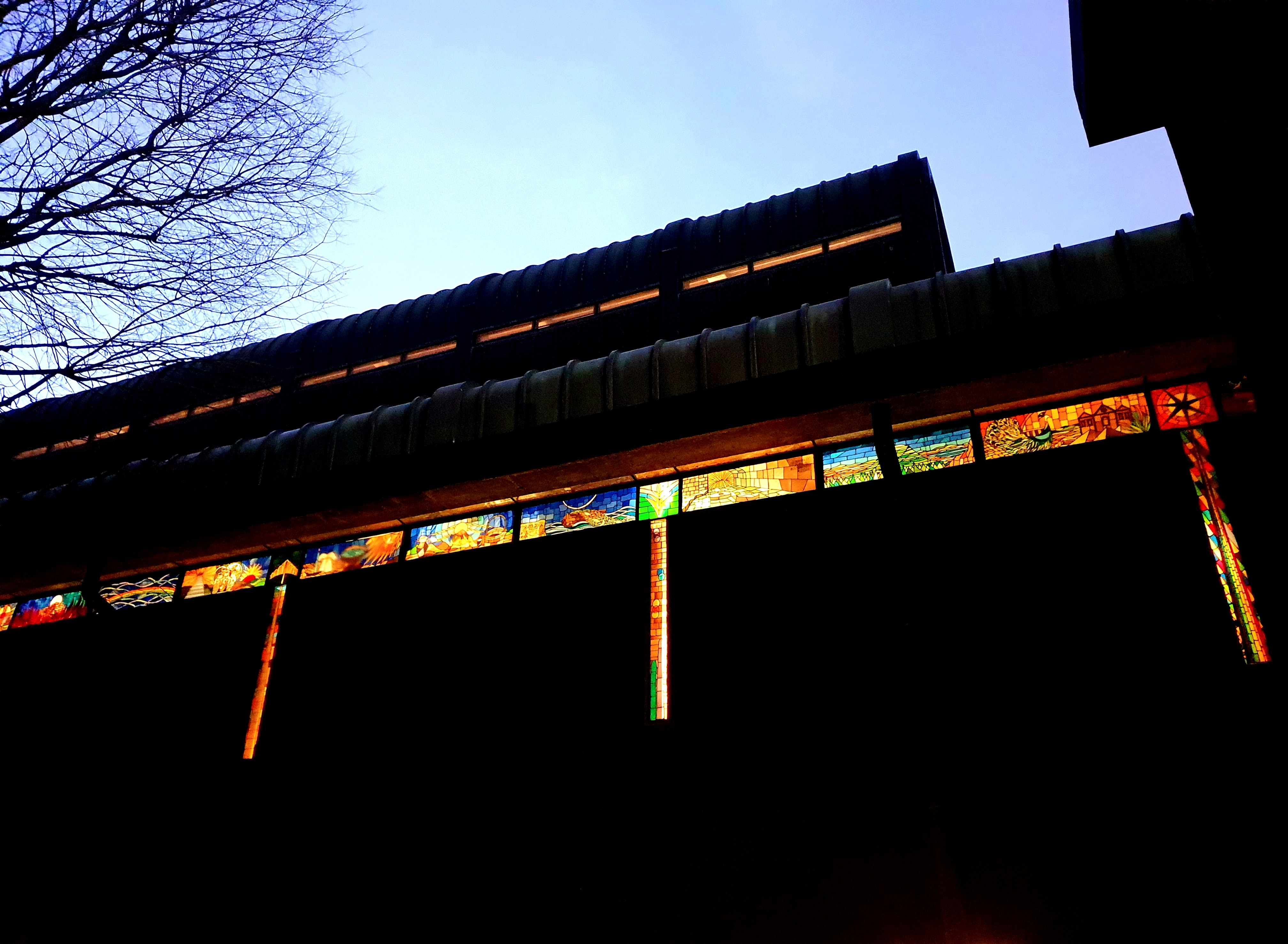
Vetrate viste dall'esterno di Pino Grioni

Vetrate di Pino Grioni

La chiesa di San Nicolao della Flue è una chiesa parrocchiale di Milano, posta alla periferia orientale della città, nel centro del quartiere Forlanini; fa parte della Comunità Pastorale Charles de Foucault.

## Storia
Nei primi anni sessanta del XX secolo, la costruzione del quartiere Forlanini rese necessaria l'istituzione di una nuova parrocchia, che venne dedicata a San Nicolao della Flüe, patrono della Svizzera.
Per la costruzione dell'edificio ecclesiastico, un primo progetto fu redatto nel 1962 dall'architetto zurighese Fritz Metzger, ma rimase irrealizzato. Il progetto dell'edificio definitivo fu opera dell'architetto Ignazio Gardella con Anna Castelli Ferrieri, e la nuova chiesa fu costruita dal 1968 al 1970.

## Caratteristiche
Posta al centro del quartiere Forlanini, il complesso prospetta su piazza Piero Carnelli su cui si affacciano i principali edifici pubblici.
La chiesa vera e propria è sopraelevata rispetto al piano stradale, e poggia su un alto basamento che contiene i locali parrocchiali e il Cinema Teatro Delfino.
L'aspetto della chiesa, tanto all'esterno quanto all'interno, è fortemente caratterizzato dalla copertura a vela, che poggia su una serie di portali curvi in calcestruzzo armato a vista; questi dividono l'ambiente interno in tre navate, delle quali la centrale è notevolmente più alta, con un forte effetto di slancio verticale, accentuato dall'illuminazione che penetra dalle finestrature a feritoia.
Le 134 vetrate sono opera del pittore Pino Grioni. Le vetrate sono state volute fortemente da don Piero Carnelli, primo parroco di San Nicolao, grande amico dell'artista.
Le vetrate istoriate riducono un po' l'illuminazione interna, tuttavia evidenziano la sacralità dell'ambiente e favoriscono il raccoglimento.
Il ciclo delle vetrate si integra con i dieci "Quadroni" sempre di Pino Grioni che ornano le pareti laterali. Particolarmente efficace e interessante è la tela "Jerusalem nova", sempre di Pino Grioni, che è collocata ad altezza d'uomo tutt'intorno al cilindro di cemento che ospita l'ascensore e che attrae per prima l'attenzione di chi entra in chiesa.
Alla sinistra dell'ingresso principale, entro il gioco di pilastri angolari, è situata la statua in marmo bianco della Madonna della Confidenza, opera di Vincenzo Gasperetti, qui collocata il 4 ottobre 1970.
La vasta area presbiteriale è limitata dall'alto muro scuro della sacrestia sul quale nel 1970 fu collocato il trittico in bronzo di Lello Scorzelli.
Il tabernacolo e il fonte battesimale in beola furono disegnati da padre Costantino Ruggeri.
Sopra la sacrestia è posto un organo di Gaetano Callìdo, qui giunto dal Veneto nel 1977